# Felice Borghese
Felice Borghese Principe di Rossano, Nobile dei principi di Sulmona, Patrizio veneto, Patrizio genovese, Patrizio napoletano, Nobile di Corneto (Roma, 17 gennaio 1851 – Roma, 26 giugno 1933) è stato un imprenditore e politico italiano.

## Biografia
Era figlio quintogenito di Marcantonio Borghese e della sua seconda moglie Thérèse de La Rochefoucauld. Sposò a Villa di Montalto a Frascati, il 19 gennaio 1874, Maria Grazioli Lante della Rovere, figlia di Pio Grazioli, duca di Santa Croce di Magliano, e di Caterina Lante della Rovere.

## Attività
- Presidente del Consorzio pontino
- Presidente del Consiglio superiore dell'agricoltura
- Membro del Consiglio superiore superiore dell'agricoltura
- Consigliere dell'Ordine equestre "Al merito del lavoro"
- Presidente dell'Associazione "Pro montibus et Sylvis", sezione di Roma
- Presidente del Comizio agrario di Roma
- Presidente onorario della Società operaia artigiana di Priverno

## Ascendenza
|                                                          |                                                              |                                                                               | Genitori                                                                      |  |  | Nonni |  |  | Bisnonni                                       |  |  | Trisnonni                                |  |
|                                                          |                                                              |                                                                               |                                                                               |  |  |       |  |  | Marcantonio IV Borghese, V principe di Sulmona |  |  | Camillo Borghese, IV principe di Sulmona |  |
|                                                          |                                                              |                                                                               |                                                                               |  |  |       |  |  | Marcantonio IV Borghese, V principe di Sulmona |  |  | Camillo Borghese, IV principe di Sulmona |  |
|                                                          |                                                              | Agnese Colonna di Paliano                                                     |                                                                               |  |  |       |  |  | Marcantonio IV Borghese, V principe di Sulmona |  |  |                                          |  |
| Francesco Borghese, VII principe di Sulmona              |                                                              |                                                                               |                                                                               |  |  |       |  |  | Marcantonio IV Borghese, V principe di Sulmona |  |  |                                          |  |
|                                                          |                                                              | Anna Maria Salviati, VII duchessa di Giuliano                                 | Averardo Saviati, VI duca di Giuliano                                         |  |  |       |  |  |                                                |  |  |                                          |  |
|                                                          |                                                              | Anna Maria Salviati, VII duchessa di Giuliano                                 | Averardo Saviati, VI duca di Giuliano                                         |  |  |       |  |  |                                                |  |  |                                          |  |
|                                                          |                                                              | Anna Maria Salviati, VII duchessa di Giuliano                                 | Maria Cristina Lante Montefeltro della Rovere                                 |  |  |       |  |  |                                                |  |  |                                          |  |
| Marcantonio V Borghese, VIII principe di Sulmona         |                                                              | Anna Maria Salviati, VII duchessa di Giuliano                                 |                                                                               |  |  |       |  |  |                                                |  |  |                                          |  |
|                                                          |                                                              | Alexandre François de La Rochefoucauld, III duca di Estissac                  | François Alexandre Frédéric de La Rochefoucauld, VII duca di la Rochefoucauld |  |  |       |  |  |                                                |  |  |                                          |  |
|                                                          |                                                              | Alexandre François de La Rochefoucauld, III duca di Estissac                  | François Alexandre Frédéric de La Rochefoucauld, VII duca di la Rochefoucauld |  |  |       |  |  |                                                |  |  |                                          |  |
|                                                          |                                                              | Alexandre François de La Rochefoucauld, III duca di Estissac                  | Félicité Sophie de Lannion                                                    |  |  |       |  |  |                                                |  |  |                                          |  |
| Adele de La Rochefoucauld                                |                                                              | Alexandre François de La Rochefoucauld, III duca di Estissac                  |                                                                               |  |  |       |  |  |                                                |  |  |                                          |  |
|                                                          |                                                              | Adelaide Marie Françoise Pyvart de Chastullé                                  | François Marie Louis Pyvart de Chastullé, I conte di Chastullé                |  |  |       |  |  |                                                |  |  |                                          |  |
|                                                          |                                                              | Adelaide Marie Françoise Pyvart de Chastullé                                  | François Marie Louis Pyvart de Chastullé, I conte di Chastullé                |  |  |       |  |  |                                                |  |  |                                          |  |
|                                                          |                                                              | Adelaide Marie Françoise Pyvart de Chastullé                                  | Marie-Madeleine Julie de Laffilard                                            |  |  |       |  |  |                                                |  |  |                                          |  |
| Felice Borghese                                          |                                                              | Adelaide Marie Françoise Pyvart de Chastullé                                  |                                                                               |  |  |       |  |  |                                                |  |  |                                          |  |
|                                                          | Alexandre François de La Rochefoucauld, III duca di Estissac | François Alexandre Frédéric de La Rochefoucauld, VII duca di la Rochefoucauld |                                                                               |  |  |       |  |  |                                                |  |  |                                          |  |
|                                                          | Alexandre François de La Rochefoucauld, III duca di Estissac | François Alexandre Frédéric de La Rochefoucauld, VII duca di la Rochefoucauld |                                                                               |  |  |       |  |  |                                                |  |  |                                          |  |
|                                                          | Alexandre François de La Rochefoucauld, III duca di Estissac | Félicité Sophie de Lannion                                                    |                                                                               |  |  |       |  |  |                                                |  |  |                                          |  |
| Alexandre-Jules de La Rochefoucauld, IV duca di Estissac | Alexandre François de La Rochefoucauld, III duca di Estissac |                                                                               |                                                                               |  |  |       |  |  |                                                |  |  |                                          |  |
|                                                          |                                                              | Adelaide Marie Françoise Pyvart de Chastullé                                  | François Marie Louis Pyvart de Chastullé, I conte di Chastullé                |  |  |       |  |  |                                                |  |  |                                          |  |
|                                                          |                                                              | Adelaide Marie Françoise Pyvart de Chastullé                                  | François Marie Louis Pyvart de Chastullé, I conte di Chastullé                |  |  |       |  |  |                                                |  |  |                                          |  |
|                                                          |                                                              | Adelaide Marie Françoise Pyvart de Chastullé                                  | Marie-Madeleine Julie de Laffilard                                            |  |  |       |  |  |                                                |  |  |                                          |  |
| Thérèse de La Rochefoucauld                              |                                                              | Adelaide Marie Françoise Pyvart de Chastullé                                  |                                                                               |  |  |       |  |  |                                                |  |  |                                          |  |
|                                                          |                                                              | Jean-Joseph Dessolle, marchese Dessolle                                       | Joseph Marc Dessolle                                                          |  |  |       |  |  |                                                |  |  |                                          |  |
|                                                          |                                                              | Jean-Joseph Dessolle, marchese Dessolle                                       | Joseph Marc Dessolle                                                          |  |  |       |  |  |                                                |  |  |                                          |  |
|                                                          |                                                              | Jean-Joseph Dessolle, marchese Dessolle                                       | Françoise Cambefort                                                           |  |  |       |  |  |                                                |  |  |                                          |  |
| Hélène-Charlotte Pauline Dessolle                        |                                                              | Jean-Joseph Dessolle, marchese Dessolle                                       |                                                                               |  |  |       |  |  |                                                |  |  |                                          |  |
|                                                          |                                                              | Anne Picot de Dampierre                                                       | Auguste-Marie Picot de Dampierre                                              |  |  |       |  |  |                                                |  |  |                                          |  |
|                                                          |                                                              | Anne Picot de Dampierre                                                       | Auguste-Marie Picot de Dampierre                                              |  |  |       |  |  |                                                |  |  |                                          |  |
|                                                          |                                                              | Anne Picot de Dampierre                                                       | Marie Anne Françoise Picot de Combreux                                        |  |  |       |  |  |                                                |  |  |                                          |  |
|                                                          |                                                              | Anne Picot de Dampierre                                                       |                                                                               |  |  |       |  |  |                                                |  |  |                                          |  |

## Commemorazione
(Senato del Regno, Atti parlamentari. Discussioni, 11 dicembre 1933)